# ¿Quién es quién en las letras chilenas?
¿Quién es quién en las letras chilenas? fue un ciclo de conferencias realizadas por la Agrupación de Amigos del Libro entre el 2 de octubre de 1976 y el 24 de julio de 1985 en el Museo Benjamín Vicuña Mackenna. Tenía el objetivo de que cada escritor invitado elaborara un ensayo autobiográfico de su vida y obra, explicando su aporte a la literatura chilena. Fue así como este ciclo auspició la publicación de 47 libros autobiográficos de escritores chilenos, mediante las editoriales Nascimento y Pacífico, en la serie titulada «¿Quién soy?».

## Historia
| Cronología de escritores invitados                                          | Cronología de escritores invitados | Cronología de escritores invitados |
| 1976                                                                        | 1977 | 1978 |
| --------------------------------------------------------------------------- | --- | --- |
| Roque Esteban Scarpa Miguel Arteche Gabriela Lezaeta                        | Maité Allamand Manuel Francisco Mesa Enrique Valdés Cecilia Casanova Emma Jauch Julio Flores Fernando González Urízar Luis Sánchez Latorre Alfonso Larrahona Kästen Elisa Serrana Virginia Cox Balmaceda Antonio Cárdenas Tabies Lautaro Yankas Alfonso Calderón María Silva Ossa | Carlos René Correa Alicia Morel Isabel Velasco Josefa Turina Ester Matte Nicolás Mihovilovic Hugo Montes Jaime Quezada Carlos Ruiz-Tagle María Urzúa |
| 1979                                                                        | 1980 | 1981 |
| René Vergara                                                                | Ángel Custodio González Enrique Campos Menéndez Fernando Debesa | Sergio Hernández |
| 1982                                                                        | 1983 | 1985 |
| Teresa Hamel Guillermo Trejo Ernesto Livacic Gazzano Eugenio Mimica Barassi | Enrique Skinner Rosa Cruchaga de Walter Astrid Fugellie | Eugenio García-Díaz Óscar Pinochet de la Barra |